# Monocoryne bracteata
Monocoryne bracteata is een hydroïdpoliep uit de familie Candelabridae. De poliep komt uit het geslacht Monocoryne. Monocoryne bracteata werd in 1943 voor het eerst wetenschappelijk beschreven door Fraser. 